# الصوماليون في كينيا
الصوماليون في كينيا مواطنون ومقيمون في كينيا من أصل قومي صومالي. لقد سكنوا تاريخياً المقاطعة الشمالية الشرقية، التي كانت تسمى سابقاً منطقة الحدود الشمالية، والتي تم اقتطاعها من منطقة جوبا لاند في جنوب الصومال الحالية خلال الفترة الاستعمارية. في أعقاب الحرب الأهلية في الصومال التي اندلعت في عام 1991، سعى العديد من الصوماليين إلى اللجوء الجيوب التي يقطنها الصوماليون في كينيا. والصوماليون في كينيا مجتمع رواد أعمال، أسسوا أنفسهم في قطاع الأعمال، لا سيما في ضاحية إيستلي في نيروبي.

## السكان
وفقًا لتعداد كينيا لعام 2019، يعيش ما يقرب من 2780502 صوماليًا في كينيا. من بين هؤلاء الأفراد عدد من المهاجرين من أصل صومالي دولي، يعيش حوالي 300000 منهم في مناطق شرق إفريقيا وجنوب إفريقيا. يختلف هؤلاء الصوماليون القوميون عن البانتوس والأقليات الأخرى في الصومال، والذين يشكلون وفقًا للوكالة الأمريكية للتنمية الدولية معظم اللاجئين الصوماليين المقدر عددهم بـ 413.170 في كينيا.
أفادت منشور إثنولوج عن انهيار السكان الصوماليين في كينيا من تعداد عام 1989، والذي يتألف من 312,339 فردًا. من بين هؤلاء، كان 45,098 من عشائر صومالية غير محددة، و 27244 من عشيرة مورولي، و 200000 من عشيرة ديجوديا، و 139,597 من عشيرة أوغادين.

## التاريخ

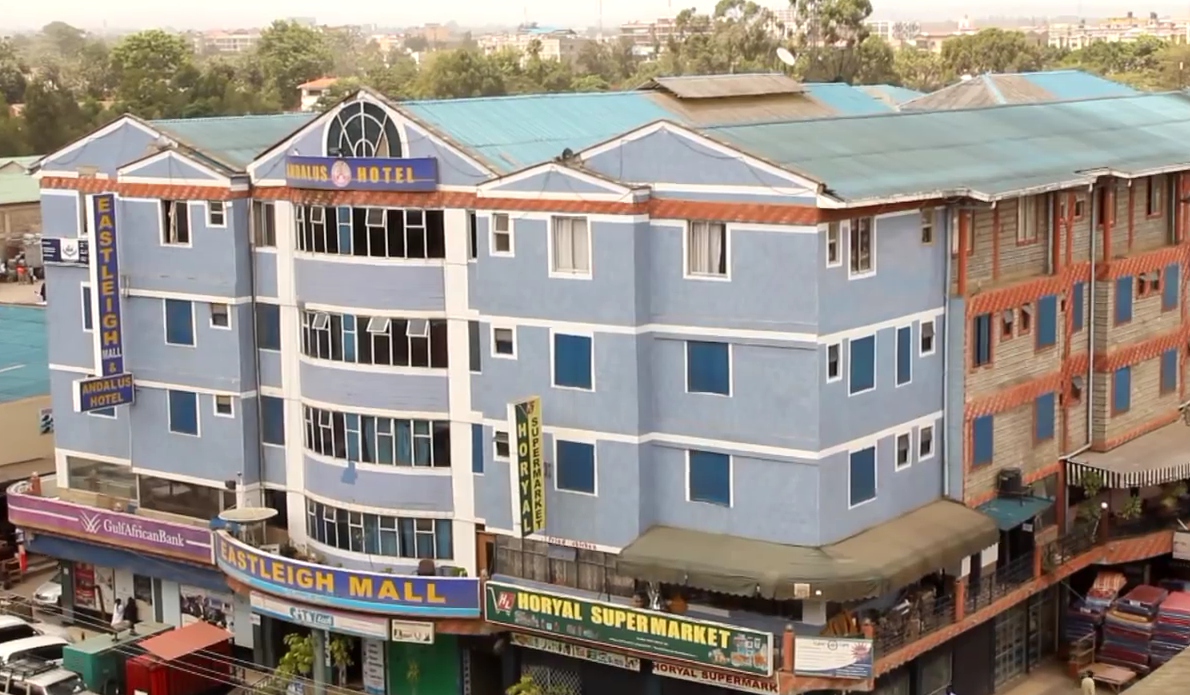
الشركات المملوكة للصوماليين في إيستلي، نيروبي

الصوماليون في كينيا، بوصفهم شعوب كوشية، ربما كانوا من بين أول من وصلوا إلى كينيا، قبل فترة طويلة من توسع البانتو. لقد سكنوا تاريخياً المنطقة الشمالية الشرقية، التي كانت تسمى سابقاً منطقة الحدود الشمالية (NFD). ظهر مصطلح منطقة الحدود الشمالية في عام 1925، عندما أُقتطعت من الصومال. في ذلك الوقت كانت تحت الإدارة الاستعمارية البريطانية، تم التنازل عن النصف الشمالي من جوبا لاند لإيطاليا كمكافأة لدعم الإيطاليين للحلفاء خلال الحرب العالمية الأولى. احتفظت بريطانيا بالسيطرة على النصف الجنوبي من الإقليم، والذي سمي فيما بعد منطقة الحدود الشمالية.

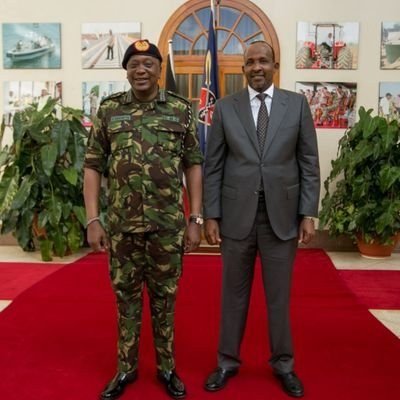
عدن دوالي ، وهو كيني من أصل صومالي، شغل سابقًا منصب زعيم الأغلبية في جمعية كينيا الوطنية

في 26 يونيو 1960، قبل أربعة أيام من منح استقلال أرض الصومال البريطانية، أعلنت الحكومة البريطانية أنه يجب توحيد جميع المناطق المأهولة بالسكان الصوماليين في شرق إفريقيا في منطقة إدارية واحدة. ومع ذلك، بعد تفكك المستعمرات البريطانية السابقة في المنطقة، منحت بريطانيا إدارة منطقة الحدود الشمالية للوطنيين الكينيين. كان هذا على الرغم من الاستفتاء غير الرسمي الذي أظهر الرغبة العارمة للصوماليين في كينيا للانضمام إلى جمهورية الصومال المشكلة حديثًا، والحقيقة أن منطقة الحدود الشمالية كانت مأهولة تقريبًا بشكل كلي بالصوماليين. ومع ذلك، نجح السكان الصوماليون في ذلك الوقت في الضغط من أجل تصنيفهم بشكل منفصل عن سكان البانتو والنيليين المجاورين. في تعداد عام 1962 البريطاني في كينيا، مُنح المغتربين الصوماليين اعتراف «الصومالي» الخاص بهم بشكل منفصل عن التعيينات «الأفريقية» و«العربية» و«الآسيوية» و«الأوروبية»
.

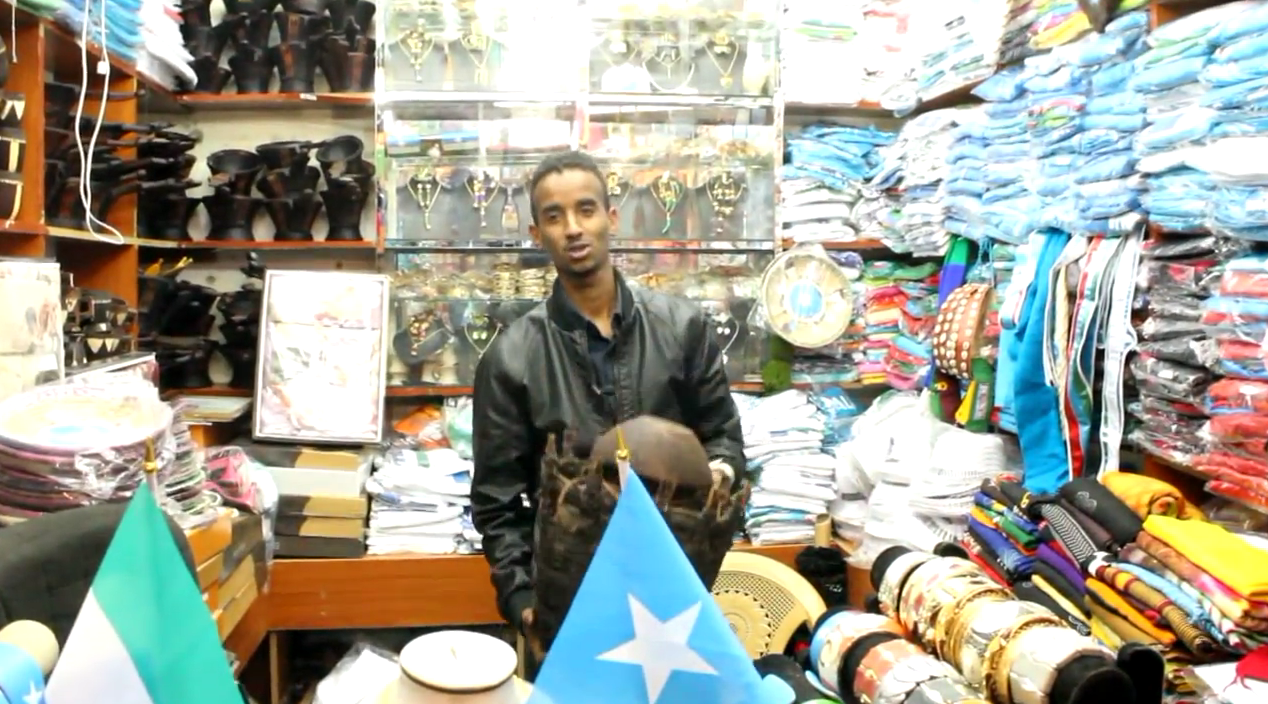
صاحب محل صومالي

عشية استقلال كينيا في آب (أغسطس) 1963، أدرك المسؤولون البريطانيون متأخرًا أن النظام الكيني الجديد لم يكن مستعدًا للتخلي عن المناطق المأهولة بالسكان الصوماليين التي مُنحت الحكم للتو. سعى الصوماليون في منطقة الحدود الشمالية، بقيادة الحزب التقدمي الشعبي للمقاطعة الشمالية (NPPPP)، بقوة إلى الاتحاد مع أقاربهم في جمهورية الصومال في الشمال. رداً على ذلك، سنت الحكومة الكينية عددًا من الإجراءات القمعية المصممة لإحباط جهودهم فيما أصبح يُعرف باسم حرب شفتا. على الرغم من انتهاء النزاع بوقف إطلاق النار، إلا أن الصوماليين في المنطقة ما زالوا متجانسين ويحافظون على علاقات وثيقة مع إخوانهم في الصومال. لقد كانت زيجاتهم بشكل تقليدي داخل مجتمعهم الخاص وشكلوا شبكة قومية متماسكة.
في أعقاب الحرب الأهلية في الصومال التي اندلعت في عام 1991، طلب العديد من الصوماليين اللجوء إلى الجيوب التي يقطنها الصوماليون في كينيا. وهم مجتمع رواد أعمال، أسسوا أنفسهم في قطاع الأعمال ، استثمروا أكثر من 1.5 مليار دولار في ضاحية إيستلي وحدها. ابتداء من أواخر عام 2012، أُبلغ عن نزوح جماعي للسكان الصوماليين بعد فترة طويلة من المضايقات من قبل الشرطة الكينية والجمهور. سحب مئات من رجال الأعمال الصوماليين ما بين 10 إلى 40 مليار شلن من حساباتهم المصرفية، بهدف إعادة استثمار معظم هذه الأموال في بلادهم في الصومال. كان للمغادرة الجماعية الضرر الكبير على قطاع العقارات في إيستلي، حيث كافح أصحاب العقارات للعثور على الكينيين القادرين على تحمل الأسعار المرتفعة للشقق والمتاجر التي أخلاها الصوماليون.

## للاستزاة
- Scharrer، Tabea (2018). ""Ambiguous citizens": Kenyan Somalis and the question of belonging". Journal of Eastern African Studies. ج. 12 ع. 3: 494–513. DOI:10.1080/17531055.2018.1483864. ISSN:1753-1055.
- Weitzberg، Keren (2015). "THE UNACCOUNTABLE CENSUS: COLONIAL ENUMERATION AND ITS IMPLICATIONS FOR THE SOMALI PEOPLE OF KENYA". The Journal of African History. ج. 56 ع. 3: 409–428. DOI:10.1017/S002185371500033X. ISSN:0021-8537.)